# Albert Lester Lehninger
Albert Lester Lehninger (Bridgeport, 17 de febrer de 1917 - 4 de març de 1986) fou un bioquímic estatunidenc, president de l'American Society of Biological Chemists, considerat un dels pioners en el camp de la bioenergètica, tant en cèl·lules normals com en canceroses, i com autoritat en els sistemes d'energia cel·lular.
Llicenciat en Anglès el 1939 per la Universitat Wesleyana, els seus interessos van canviar cap a la química; així, el 1940 es va llicenciar en Ciències i el 1942 es doctorà a la Universitat de Wisconsin, al departament de Química Fisiològica, amb una tesi sobre el metabolisme de l'àcid acetoacètic i l'oxidació d'àcids grassos en cèl·lules hepàtiques, publicada sota el títol The Relationship of the Adenosine Polyphosphates to Fatty Acid Oxidation in Homogenized Liver Preparations a la Journal of Biological Chemistry Classic, el 1944. El 1945, va acceptar un lloc com a bioquímic a la facultat de la Universitat de Chicago on va desenvolupar la seva principal tasca com a investigador; va descobrir, amb Eugene P. Kennedy, que a les cèl·lules eucariotes la fosforilació oxidativa té lloc als mitocondris —fet que va iniciar els estudis moderns de la transducció de senyal— i va demostrar, amb Morris E. Friedkin, que el transport d'electrons des de la nicotinamida adenina dinucleòtid a l'oxigen és una font d'energia immediata i directa per a la fosforilació oxidativa.
Va escriure llibres científics considerats com a clàssics dins la bioquímica com Biochemistry, The Mitochondrion, Bioenergetics o la sèrie Principles of Biochemistry, i va ser membre del concell editorial de la revista Journal of Biological Chemistry. Va rebre diverses distincions i premis com el Paul Lewis Award in Enzyme Chemistry (1948) i el Remsen Award (1969) de la Societat Química Americana, elegit per l'Acadèmia Nacional de Ciències dels Estats Units (1956) o el Premi La Madonnina de la ciutat de Milà, entre d'altres.